# ジーン・カー
ジーン・カー（Jean Kerr、1922年7月10日 - 2003年1月5日）は、アイルランド系アメリカ人の著作家、劇作家で、ペンシルベニア州スクラントンに生まれ、ユーモアな内容でベストセラーとなった『ひな菊を食べないで (Please Don't Eat the Daisies)』や、戯曲『King of Hearts』（エリナー・ブルーク (Eleanor Brooke) との共作）、『Mary, Mary』などの作者として知られた。

## 私生活
彼女は、ブリジット・ジーン・コリンズ (Bridget Jean Collins) として、父トム (Tom) と母キティ (Kitty) 夫妻の間にペンシルベニア州スクラントンで生まれ、スクラントンのエレクトリック・ストリート (Electric Street) で育ち、後に彼女のユーモラスな短編「When I was Queen of the May」の主題となったメアリウッド・セミナリー（Marywood Seminary：スクラントン・プレパラトリー・スクールの前身）に学んだ。彼女はスクラントンのメアリウッド・カレッジ（Marywood College：スクラントン大学の前身）で学士号を取得し、さらにワシントンD.C.のアメリカ・カトリック大学の大学院に進んで、当時その教授であったウォルター・カーと出会った。1945年に修士号を取得して終了した彼女は、カーと結婚した。その後、夫カーはニューヨークで有名な演劇評論家となり、夫妻の間には、クリストファー (Christopher)、双子のコリン (Colin) とジョン (John)、ギルバート (Gilbert)、グレゴリー (Gregory)、キティ (Kitty) と、6人の子どもたちが生まれた。カー家は、ニューヨーク州ニューロシェルに家を買い、ジーンはそこで『King of Hearts』を執筆し、その後さらにニューヨーク州ラークモントに転居した。
1996年には、夫ウォルター・カーに先立たれた。
彼女は、2003年にニューヨーク州ホワイト・プレインズで肺炎のために死去した。

## 職歴
1946年、カー夫妻は初めて共作した『Song of Bernadette』（フランツ・ヴェルフェルの小説『ベルナデットの歌 (The Song of Bernadette)』の舞台化）をブロードウェイで上演し、1948年にはジーン・カーが単独で執筆した『Jenny Kissed Me』がブロードウェイで上演されたが、いずれも商業的には成功しなかった。しかし、再び夫婦で共作した1949年のレビュー『Touch and Go』はヒット作となった。以降、ジーン・カーは、単独で、あるいは夫や、他の作家との共作によりヒット作に関わっていく。1958年には、夫との共作により、短期間ながらブロードウェイでも上演されたミュージカル・コメディで、サイレント映画の初期を舞台にした『Goldilocks』を執筆した。彼女は大いに成功した戯曲を数本書き、その中にはエリナー・ブルークとの共作でトニー賞を受賞した『King of Hearts』や、通算1,572回上演された喜劇『Mary, Mary』も含まれていた。『King of Hearts』は1957年に映画化された『すてきな気持 (That Certain Feeling)』となった。また、1961年に初演された『Mary, Mary』の上演記録は、1960年代における作品としては屈指の長さとなった。
カーは、数多くのユーモラスなエッセイを雑誌に書いており、自分の家族のこともしばしば取り上げていた。そうしたエッセイを集めた本も何点もあり、ベストセラーとなった。彼女の最も知られた本は、ラークモントでの郊外の生活を、都会からの転居者の視点からユーモラスに描いた『ひな菊を食べないで』（1957年）である。この本は、全国的なベストセラーになり、ドリス・デイとデヴィッド・ニーヴン主演の『ママは腕まくり (Please Don't Eat the Daisies)』として1960年に映画化され、さらに、1965年から1967年にかけて放映されたパット・クロウリー主演のシチュエーション・コメディであるテレビ版『Please Don't Eat the Daisies』のもととなった。

## おもな著書
- ひな菊を食べないで - Please Don't Eat the Daisies (1957)
- The Snake has all the Lines (1960)
- Penny Candy (1970)
- How I Got to Be Perfect (1979)

## 戯曲
- The Song of Bernadette (1946)
- Our Hearts Were Young and Gay (1946)[7]
- Jenny Kissed Me (1948)
- Touch-and-Go (1949)
- John Murray Anderson's Almanac (1953)
- King of Hearts  (1954)
- Goldilocks: A Musical (1958)
- Mary, Mary (1961)
- Poor Richard (1964)
- Finishing Touches (1973)
- Lunch Hour (1980)